# Fintan Monahan
Fintan Monahan (Tullamore, County Offaly, 23 januari 1967) is een Iers Rooms-Katholiek priester, oorspronkelijk van het Aartsbisdom Tuam, sinds 25 september 2016 van het Bisdom Killaloe. Hij werd op 29 juni 2016 benoemd als bisschop en op 25 september 2016 als zodanig geïnstalleerd.

## Biografie
Monahan werd geboren op 23 januari 1967 in Tullamore, Co. Offaly, als zoon van Tom en Peg Monahan. Hij heeft een broer en een zuster.
Monahan begon zijn studies voor het priesterschap in aan St Patrick’s College, Maynooth. In 1987 voltooide hij een Bachelor of Science-opleiding aan de Nationale Universiteit van Ierland, Galway. Monahan voltooide zijn Bachelor of Divinity in 1990 en zijn Bachelor of Sacred Theology in 1992. In 1993 behaalde hij zijn "Higher diploma in Education" aan de universiteit in Galway.

## Kerkelijke functies
Monahan werd op 16 juni 1991 in Carraroe door aartsbisschop van Tuam Joseph Cassidy tot priester gewijd. Zijn eerste kerkelijk rol was in 1992-1993 als kapelaan in Baile na hAbhann, County Galway. In dat laatste jaar werd hij overgeplaatst naar Tuam waar hij leraar werd aan het bisschoppelijk college "Saint Jarlath’s College". Daar gaf hij van 1993 tot 2006 les in wetenschap, Iers en religie, alsmede coaching van basketball en hurling. In 2006 werd hij benoemd tot kapelaan van St. Jarlath en secretaris van het Aartsbisdom Tuam.

## Bisschop
Op 29 juni 2016 werd bekendgemaakt dat Paus Franciscus Fintan Monahan had benoemd als de nieuwe bisschop van Killaloe. Op 25 september 2016 werd hij gewijd als bisschop door de aartsbisschop van Cashel en Emly Kieran O'Reilly met assistentie van aartsbisschop Charles John Brown, titulair aartsbisschop van Aquileia en aartsbisschop Michael Neary, aartsbisschop van Tuam.

## Trivia
Monahan is lid van de ridderorde Orde van het Heilig Graf van Jeruzalem (KC*HS).